# Francis Place

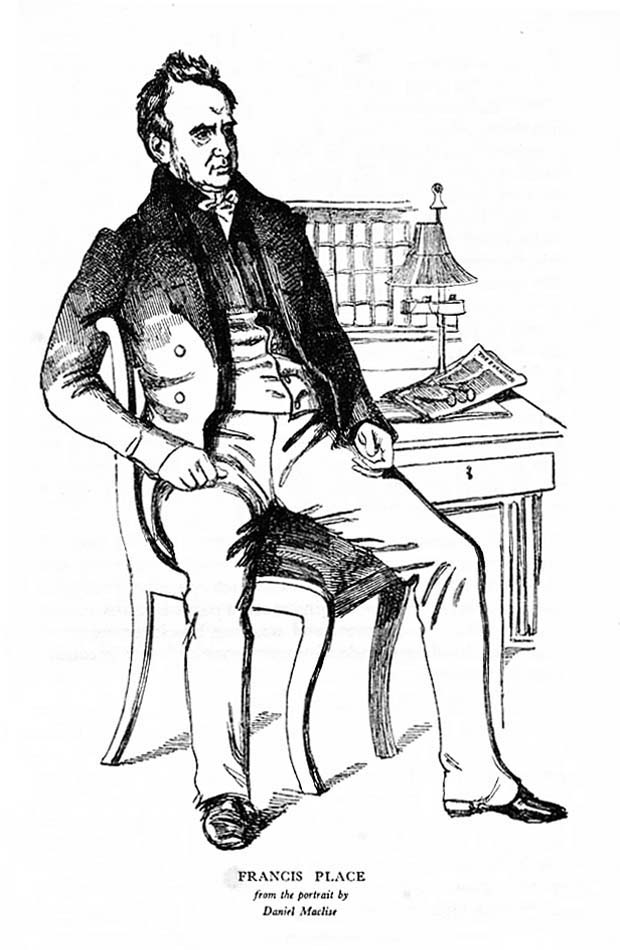
Francis Place, porträtt av Daniel Maclise

Francis Place , född 3 november 1771 i London, död 1 januari 1854 i London, var en framträdande engelsk utvecklare av sociala reformer.

## Tidig karriär och inflytande
Place var från början utbildad skräddare, men gjorde sig tidigt ett namn som en förespråkare av preventivmedel. Han blev känd som en radikal samhällsdebattör som stöttade många framstående politiker och filosofer såsom Joseph Hume, Sir Francis Burdett och  Jeremy Bentham. Han inspirerade även John Stuart Mill, bland annat genom sitt i samtiden chockerande verk  Illustrations and Proofs of the Principles of Population,  som publicerades år 1822.
År 1794 gick Place med i London Corresponding Society, en sammanslutning vars syfte var att arbeta för sociala reformer i Storbritannien. Under tre års tid arbetade han hårt för att uppnå samhällsförändringar som skulle gynna de mest utsatta grupperna. Åren 1797 till 1807 valde Place att dra sig tillbaka och studera bland annat ekonomi men han återvände sedan till politiken. År 1824 var han med och kampanjade för en lag som skulle göra det enklare att bilda fackföreningar, lagen antogs också men detta ledde till att fackföreningarna bekämpades på andra sätt istället. Märkligt nog betraktade Place egentligen fackföreningarna som en kortvarig lösning som väckte mer hopp än de skulle kunna infria.  Hans politiska inställning kan på vissa sätt liknas vid den moderna libertarianismen.
År 1830 stöttade Place Rowland Detrosier som var en radikal aktivist från arbetarklassen. Denne försökte bygga upp ett alternativ till socialismen. 

## Moraldebattör
Place publicerade en mängd pamfletter, brev och tidningsartiklar som är värdefulla, snarare som skildrare av dåtidens moralsyn och människosyn, än som litterära alster.  Place var också aktiv i politiska grupper som sökte reformera de moraliska värderingar som bidrog till svagare samhällsgruppers utsatthet.

## Preventivmedel
Efter 1840 försökte Place arrangera en kampanj mot ett lagförslag som ytterligare skulle begränsa frihandeln. Hans idéer ledde även till att den första organisationen som förespråkade preventivmedel bildades år 1877. Han lyckades förena de idéer Malthus presenterat med en syn på preventivmedel som en möjlig lösning på problemet. Preventivmedel kom en tid att benämnas Malthusiska tingestar.